# 山本耀司 (ラグビー選手)
山本 耀司（やまもと　ようじ、1992年1月17日 - ）は、トップチャレンジリーグコカ・コーラレッドスパークスに所属するラグビー選手。

## プロフィール
- 和歌山県出身[1]。
- ポジションはセンター(CTB)。
- 身長 179cm、体重 81kg

## 略歴
ラグビーを始めたきっかけは楽しそうだったから。
2010年、東海大仰星高校卒業後、京都産業大学に入る。
2015年、京都産業大学卒業後、コカ・コーラレッドスパークスに加入。同年12月6日に行われたジャパンラグビートップリーグ第4節のヤマハ発動機ジュビロ戦にて先発出場で公式戦初出場を果たす。